# St-Nicolas-du-Chardonnet

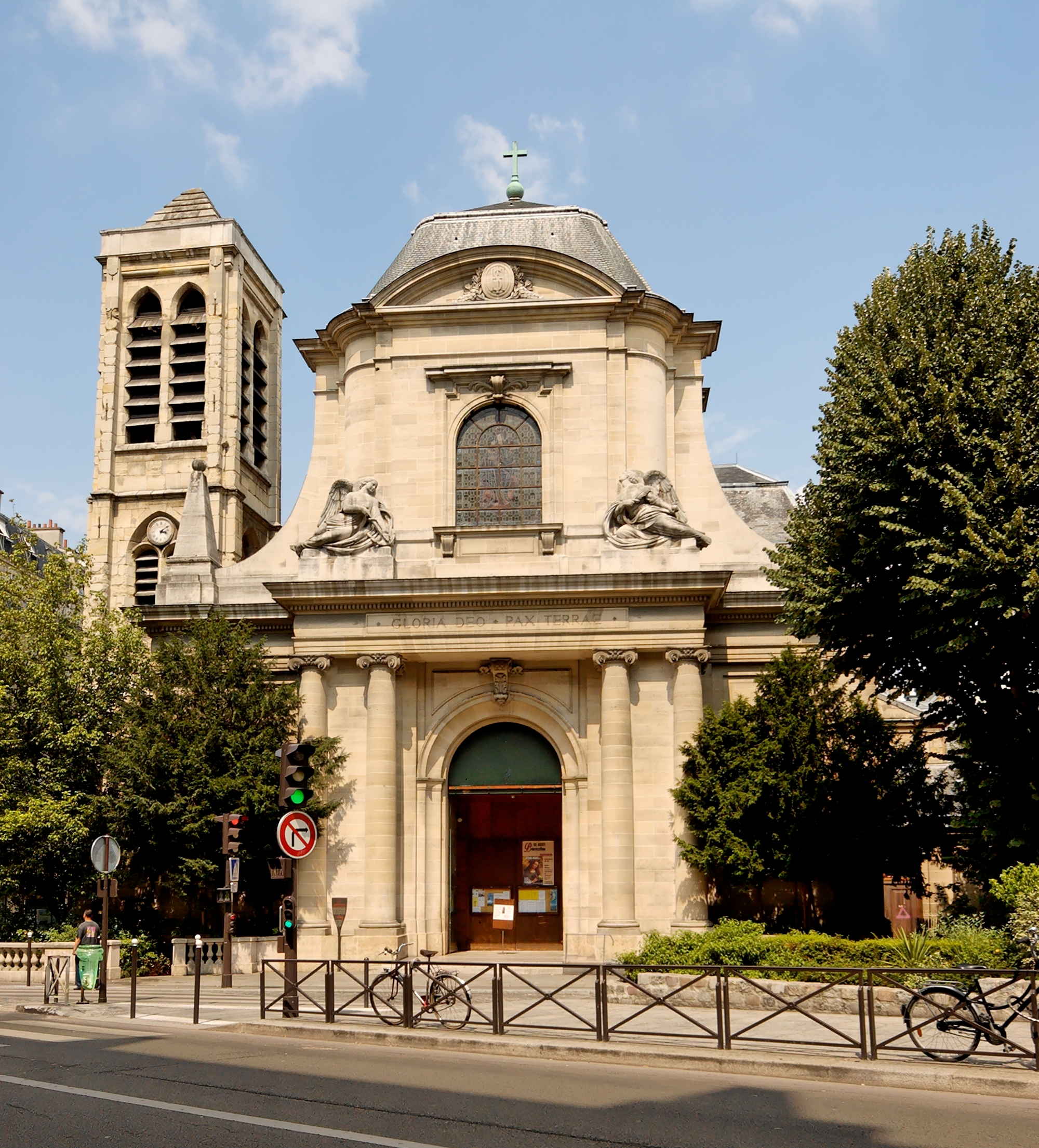
Eingangsfassade von Saint-Nicolas-du-Chardonnet

Die Kirche Saint-Nicolas-du-Chardonnet befindet sich an der Ecke der Rue des Bernardins zur Rue Saint-Victor im Pariser 5. Arrondissement. Seit dem 27. Februar 1977 ist die Kirche von Anhängern der Piusbruderschaft (Fraternité sacerdotale Saint-Pie-X) besetzt; die Kirche stellt heute die wichtigste Kultstätte des katholischen Traditionalismus sowie der katholischen Gruppen innerhalb der extremen Rechten in Paris dar.

## Geschichte

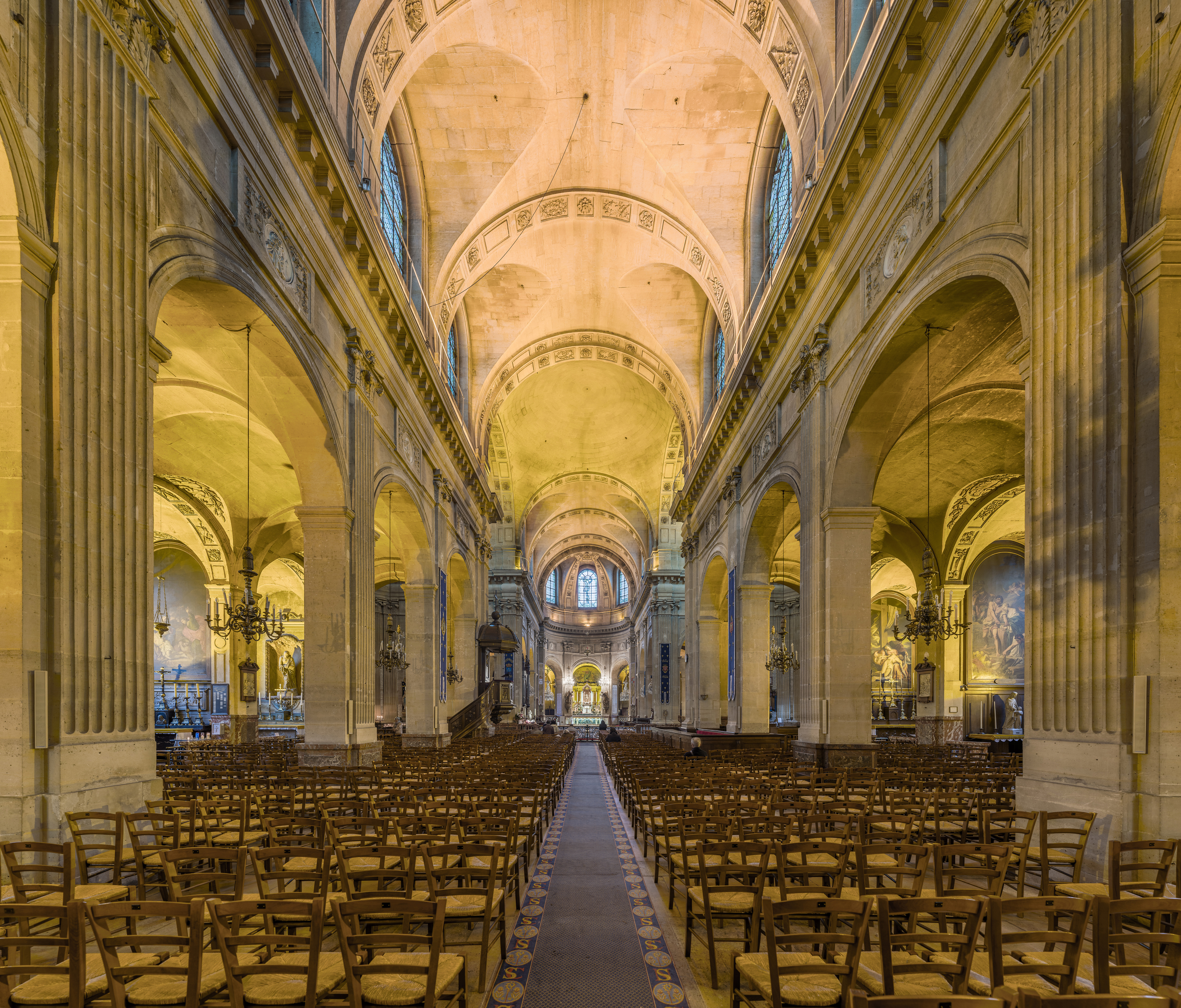
Innenraum

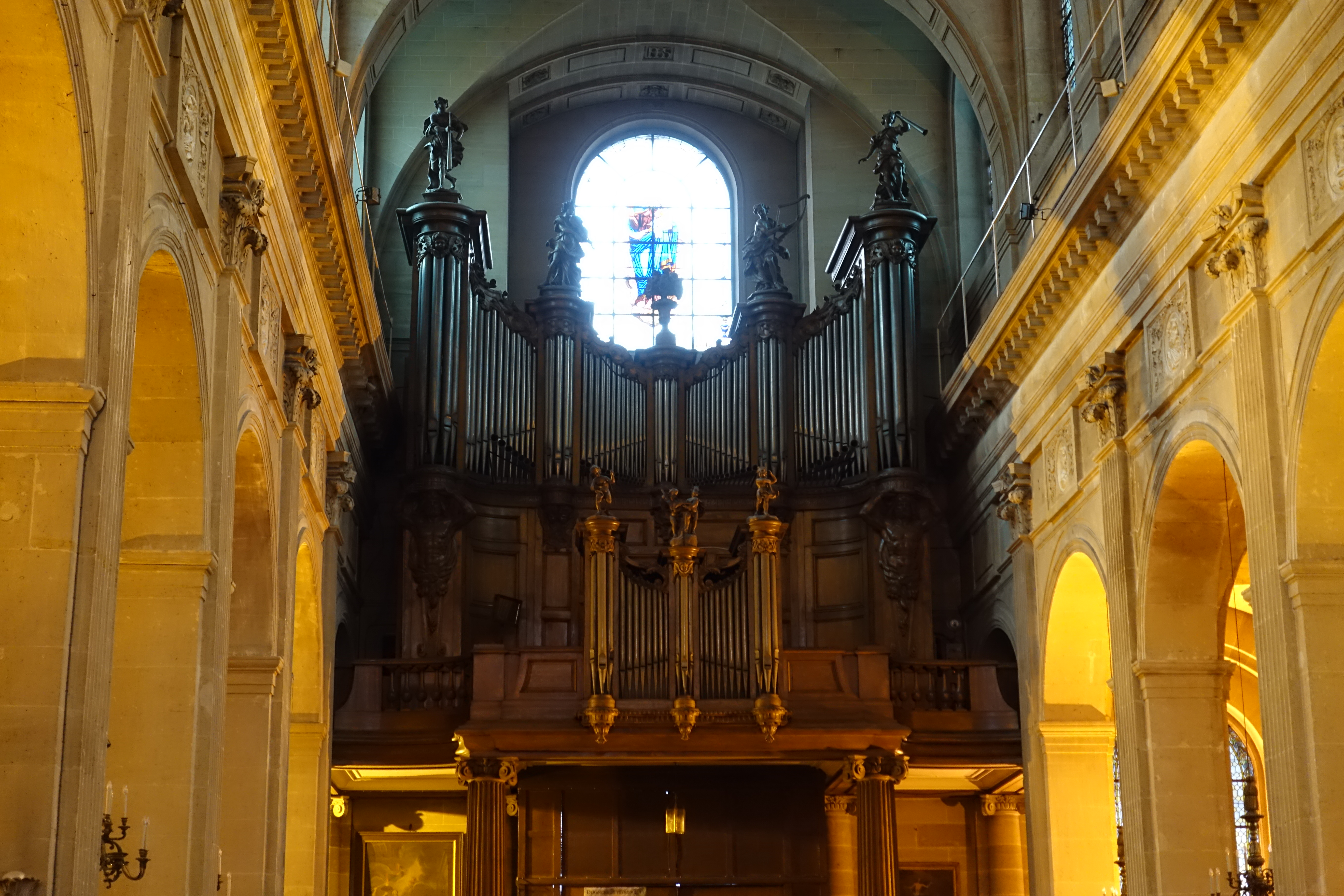
Die Orgel

Die Kirche wurde im 13. Jahrhundert am westlichen Rand des zwischen Bièvre und Seine liegenden Terres d’Aletz und Fief du Chardonnet (französisch chardons = Disteln) genannten Gebiets errichtet, das ursprünglich der Abtei Saint-Victor unterstand. Dieses Gebiet war durch den Bau der Stadtmauer des Königs Philipp Augustus (1180–1223) geteilt worden, wobei die Abtei außerhalb der Stadt blieb (Faubourg Saint-Victor), innerhalb der Mauern aber Platz blieb für die Kirche, das Collège des Bernardins (1245) und das Collège du Cardinal Lemoine (1303).
Wann genau Saint-Nicolas-du-Chardonnet gebaut wurde, ist in der Forschung umstritten, da verschiedene Dokumente aus der Zeit zwischen 1230 und 1246 unterschiedlich interpretiert werden und keine Einigkeit darüber besteht, ob sie sich auf diese Kirche oder die benachbarten Sakralgebäude beziehen. Gesichert ist lediglich, dass die von Robert dem Frommen († 1031) der Île de la Cité gestiftete Kirche Saint-Nicolas 1242 abgerissen wurde, um an gleicher Stelle die Sainte-Chapelle zu bauen, und es wird davon ausgegangen, dass Saint-Nicolas-du-Chardonnet ein Ersatz war (ob als Gebäude oder als Patronatswechsel ist nicht geklärt), da auch in Paris Nikolaus von Myra als Patron der Seefahrer, Händler, Schüler und Studenten verehrt wurde.
1625 wurde der Glockenturm neu gebaut, zwischen 1656 und 1763 die gesamte Kirche so wie sie heute vorhanden ist, und zwar neben der alten Kirche, die zugleich dem Verfall preisgegeben wurde. Aus Platzgründen entschied man sich bei der neuen Kirche für einen Bau in Nord-Süd-Richtung. 1656 wurde auf dem Friedhof nördlich der alten Kirche der Grundstein gelegt. Charles Lebrun (1619–1690) war der bekannteste Künstler, der an der neuen Kirche arbeitete. Das Kirchenschiff wurde 1716 fertig, der Schlussstein des Gewölbes wurde 1763 gesetzt, der Hauptaltar am 4. Dezember 1768 von Erzbischof Christophe de Beaumont geweiht. Die lange Bauzeit ist durch finanzielle Engpässe begründet, die durch königliche Lotterien (1703 und 1763) aufgefangen wurden.

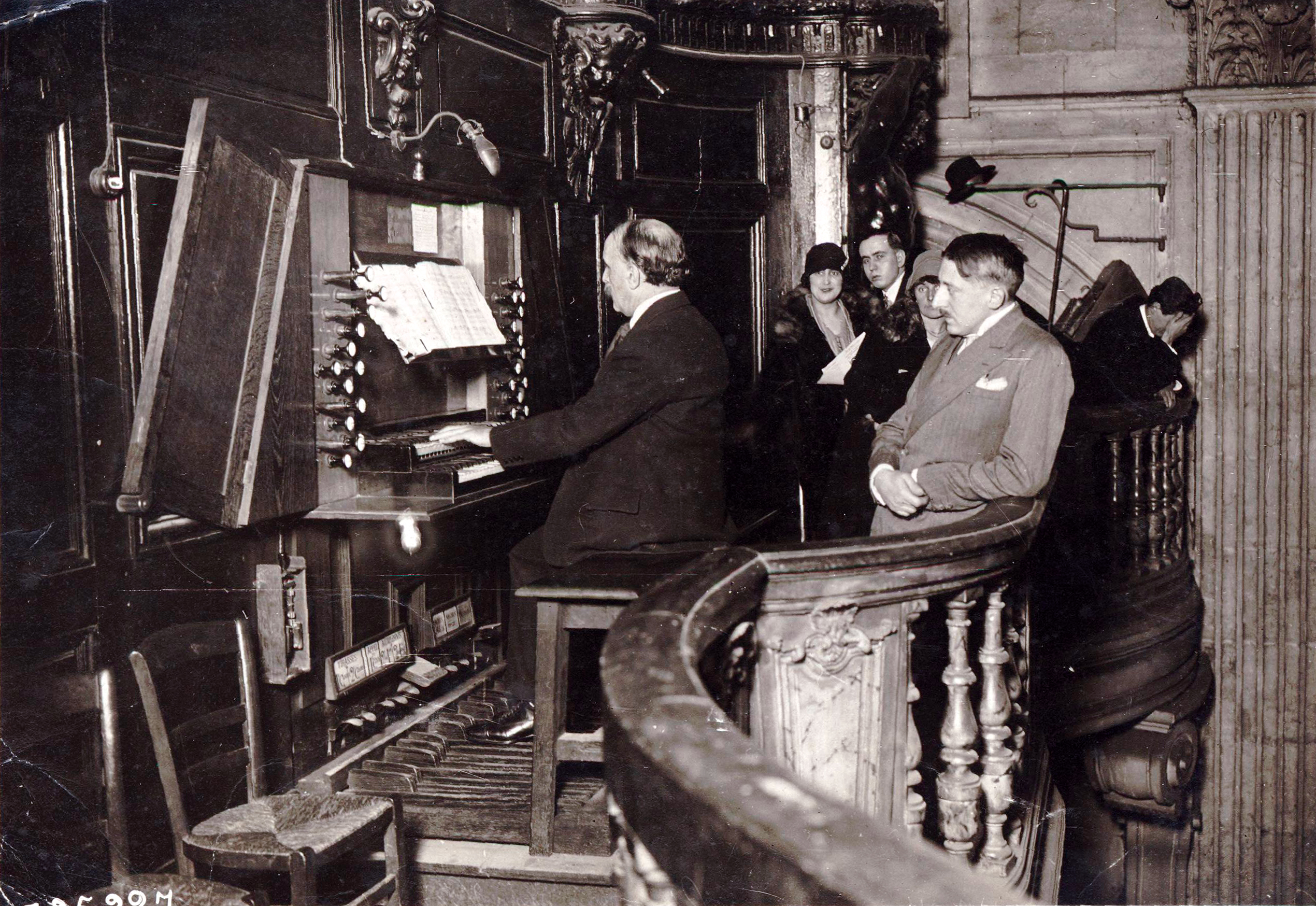
Louis Vierne und Paul Koenig an der Orgel von Saint-Nicolas du Chardonnet, 8. Dezember 1927, mit dem Westminster-Glockenschlag Carillons de Westminster par Louis Vierne

Die Orgel wurde 1723/25 von Frauçois Thierry für die 1787 geschlossene Kirche Saints-Innocents gebaut und während der Revolution nach Saint-Nicolas verlegt. 1790 wurde sie von François-Henri Clicquot und 1927 von Louis-Paul Dallery und Paul Koenig restauriert.
1795 wurden die Kunstwerke ausgelagert, 1796 wurde die Kirche (als letzte Kirche in Paris) geschlossen, das eingebaute Holz wurde verkauft, das Silber eingeschmolzen, das Gebäude als Nationaleigentum vermietet, weswegen sie die Zerstörungen der Zeit überstand. 1802 wurde die Kirche wieder geöffnet. 1862 machte der Bau des Boulevard Saint-Germain die Umgestaltung der Apsis nötig, für die Victor Baltard verantwortlich zeichnet. Die auf die Rue Saint-Victor zeigende heutige Fassade stammt aus dem Jahr 1934.

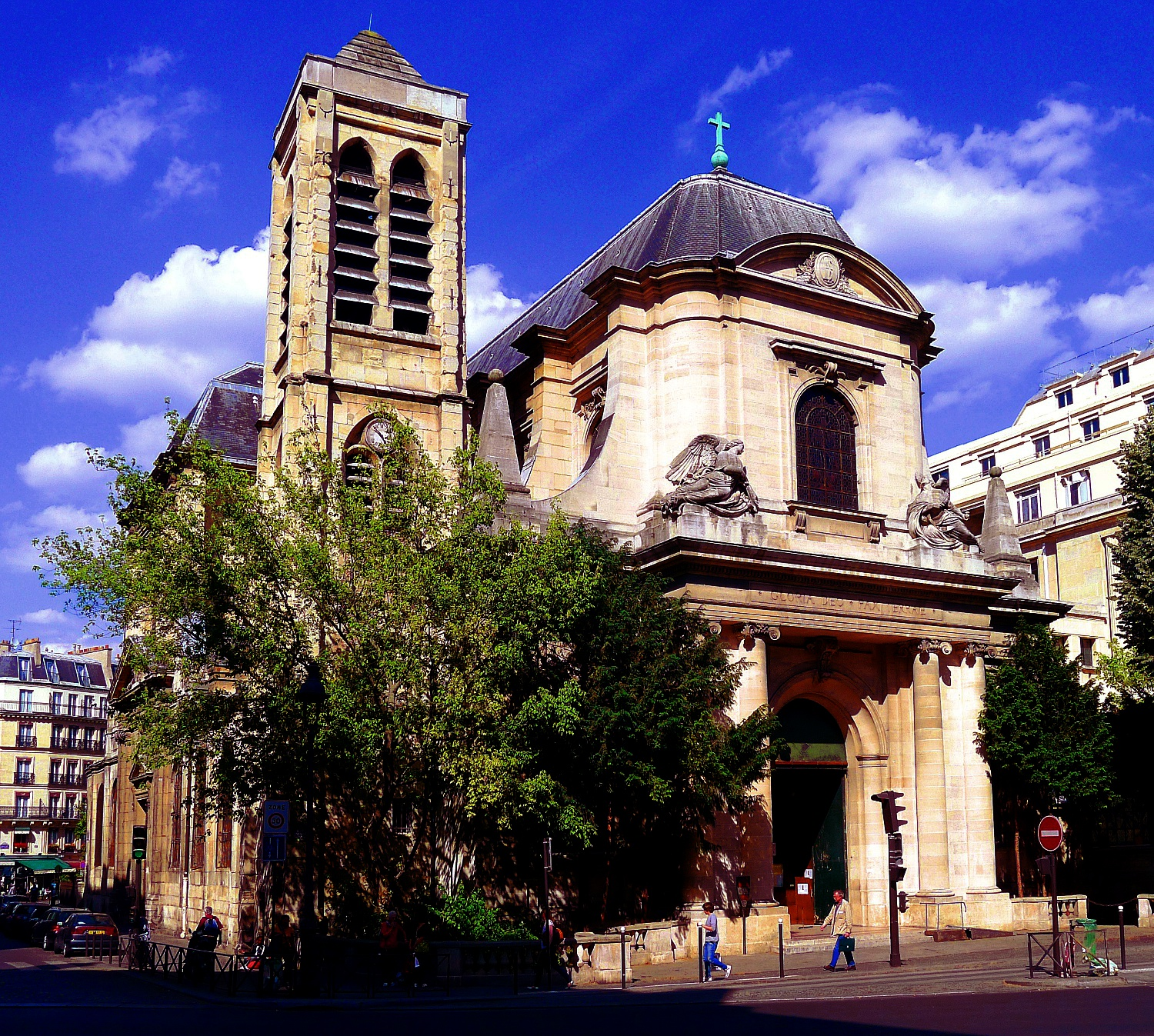
Saint-Nicolas-du-Chardonnet, Südfassade
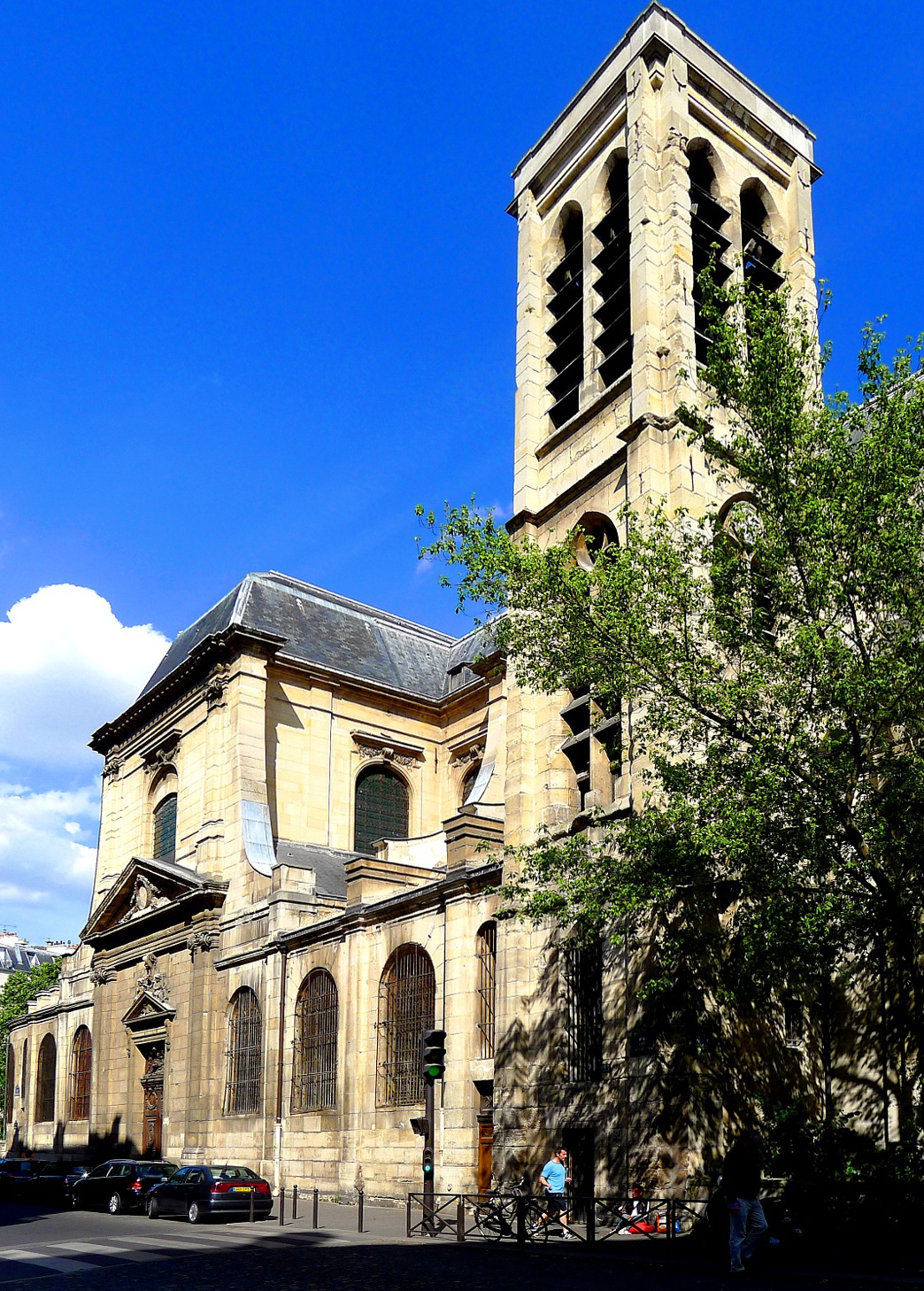
Saint-Nicolas-du-Chardonnet, Westfassade
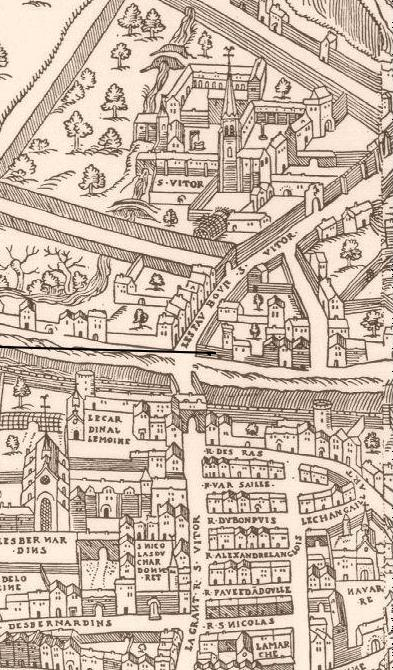
Das Quartier Saint-Victor im 15. Jahrhundert, unten Saint-Nicolas
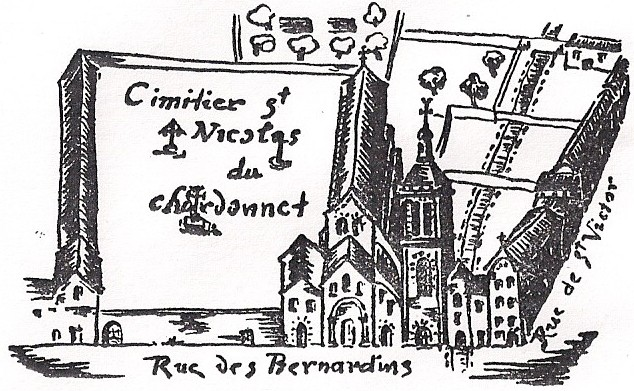
Kirche und Friedhof 1647
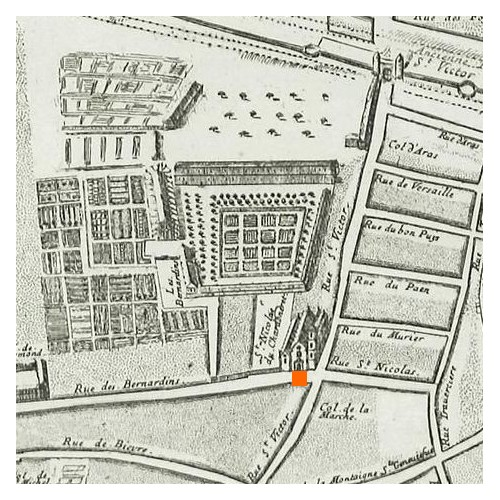
Saint-Nicolas, Stadtplan von Bullet 1676
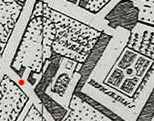
Die neue Kirche im Bau, Stadtplan von Delagrive 1728
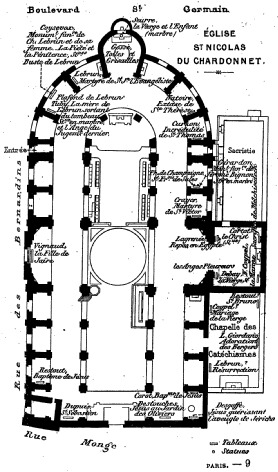
Grundriss der neuen Kirche

## Kunstwerke in der Kirche

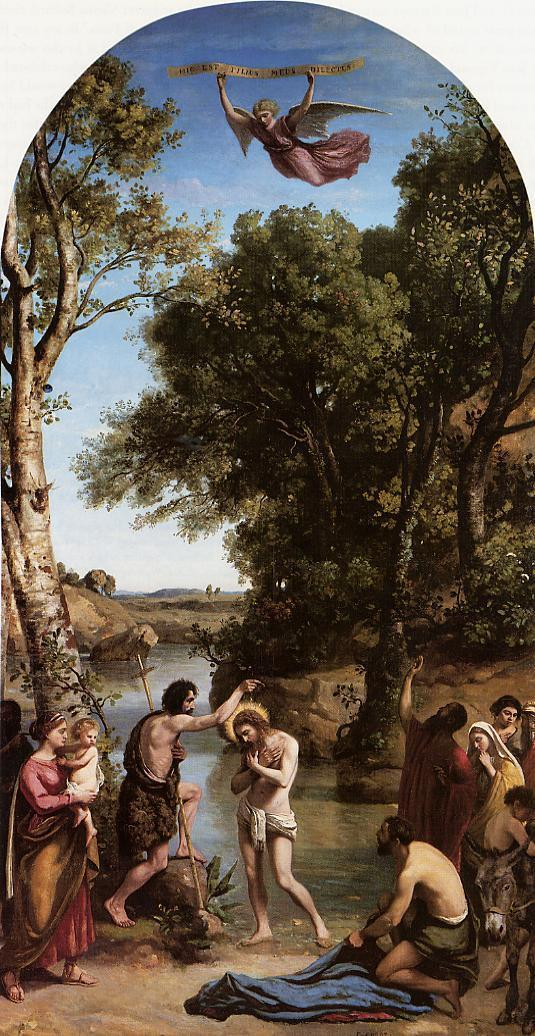
Taufe Christi von Camille Corot

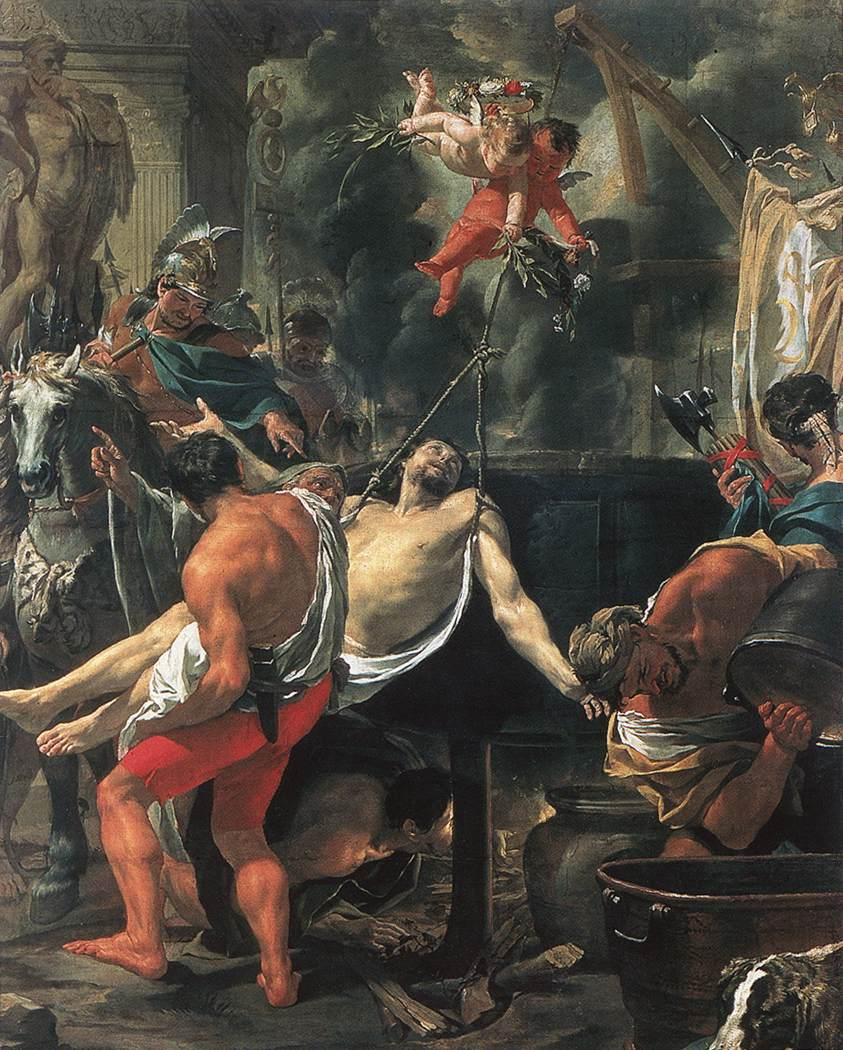
Das Martyrium von Johannes dem Evangelisten, Charles Lebrun zugeschrieben

Die Kirche insgesamt wurde am 10. Februar 1887 als Monument historique klassifiziert. Am 20. Februar 1905 kamen zahlreiche Kunstwerke aus der Kirche hinzu:
- das Gemälde Predigt des St. Clair von Noël-Nicolas Coypel[5]
- das Gemälde Das Mannawunder von Noël-Nicolas Coypel[6]
- das Gemälde Opfer des Melchisedek von Noël-Nicolas Coypel[7]
- das Gemälde Ruhe auf der Flucht nach Ägypten von Jean-Jacques Lagrenée[8]
- das Gemälde Die Pilger von Emmaus von André Jean, genannt Frère André[9]
- das Gemälde Taufe Christi von Camille Corot[10]
- das Gemälde Taufe Christi von Jean Restout dem Jüngeren[11]
- das Gemälde Le Martyre de saint Cyr et de sainte Juliette von Louis Durameau[12]
- das Gemälde Hl. Karl im Gebet von Charles Lebrun[13]
- das Gemälde Die Geißelung von Charles Lebrun[14] (jetzt in der Kirche Saint-Bernard de la Chapelle)
- das Gemälde Das Martyrium von Johannes dem Evangelisten, Charles Lebrun zugeschrieben[15]
- das Gemälde Jesus heilt einen Kranken[16]
- das Gemälde Der gute Samariter von Nicolas-René Jollain[17]
- das Gemälde Die Pest von Mailand von François-Guillaume Ménageot[18]
- das Basrelief Grablegung Christi von Nicolas Legendre[19]
- die vier Basreliefs Triumph der Religion, Triumph der Zeit, Triumph des Ruhmes, Triumph des Todes, Reproduktionen der Skulpturen von Jacques Sarazin für das Grab des Fürsten von Condé in der Kirche Saint-Paul-Saint-Louis, derzeit in Chantilly[20]
- das Grabmal für Charles Lebrun und seiner Ehefrau Suzanne Butay von Charles Coysevox[21]
- das Grabmal für die Mutter Lebruns (Julienne Le Bé) von Jean-Baptiste Tuby und Gaspard Collignon[22]
- das Grabmal für Jérôme Bignon von François Girardon[23]
- die Christus-Statue, Jean-Pierre Cortot zugeschrieben[24]
- die Statue des Vinzenz von Paul, Reproduktion einer Statue in der Kirche Saint-Thomas d’Aquin von Jean-Baptiste Stouf[25]
- zwei Reliquienschreine[26]
- die Skulpturen der Fassade links von Nicolas Legendre[27]
- der Orgelprospekt[28]

## Saint-Nicolas-du-Chardonnet in Literatur und Kunst
- Gaston Leroux beschrieb die Kirche in seinem Roman Le Parfum de la dame en noir (1908)
- Paul Verlaine erwähnt die Kirche in seinem Gedicht Clochi-clocha

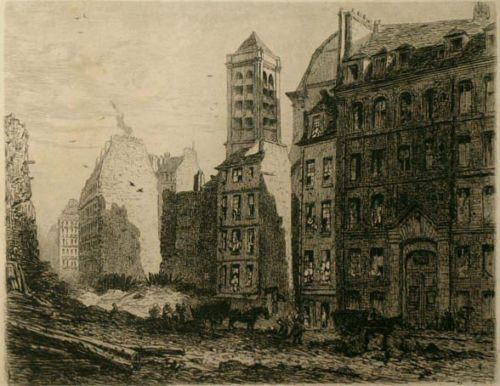
Petit séminaire de Saint-Nicolas, Radierung von Elie Delaunay 1866
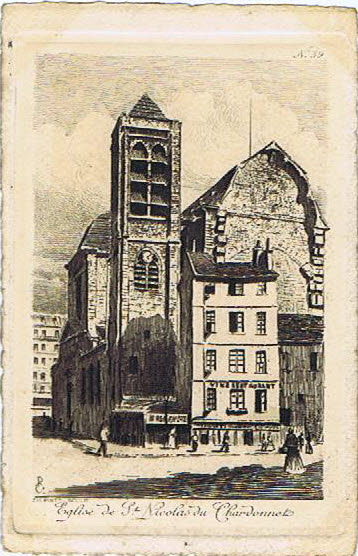
Saint-Nicolas, Radierung von Charles Pinet (1867–1932)

## Die Besetzung der Kirche
Am 27. Februar 1977 wurde Saint-Nicolas-du-Chardonnet von katholischen Traditionalisten besetzt, die der Piusbruderschaft nahestehen; die amtierenden Priester wurden vertrieben, anschließend wurde die Kirche den Piusbrüdern übergeben. Das Erzbistum Paris erreichte zwar einen Räumungsbeschluss, ließ ihn jedoch nie durchsetzen. Am 21. Dezember 1978 explodierte in der Kirche eine Bombe, die nur leichte Schäden verursachte.
Seit dieser Besetzung stellt Saint-Nicolas-du-Chardonnet die wichtigste religiöse Kultstätte der extremen Rechten in Paris dar. Philippe Laguérie war von 1983 bis 1997 Pfarrer an der Kirche.
- 1996 wurde hier die Totenmesse für den Kriegsverbrecher Paul Touvier gelesen, seit 1977 auch die Trauerfeiern für bekannte Vertreter der extremen Rechten wie François Duprat (1978), Jean-Pierre Stirbois (1988), Maurice Bardèche (1998), Marie-France Stirbois (2006) und Georges-Paul Wagner (2006) gehalten[29]
- Jean-Marie Le Pen, langjähriger Vorsitzender des Front National, besuchte immer wieder die Kirche. Marine Le Pen, seine Nachfolgerin und Präsidentschaftskandidatin 2012, ließ hier ihre drei Kinder taufen.[30]

### Das Bauwerk und seine Geschichte
- Hercule Géraud: Paris sous Philippe-le-bel: d’après des documents originaux, 1837 online
- Clément de Ris, Louis Torterat: Histoire et description de l’église Saint-Nicolas du Chardonnet, 1876
- (Philippe) Descourveaux: La Vie De M. Bourdoise, premier Prêtre de La Communauté & Séminaire De Saint-Nicolas Du Chardonnet, 1784
- P. Schœnher: Histoire du séminaire de Saint-Nicolas du Chardonnet, 1612–1908, 1909 online
- Yvan Christ: Saint-Nicolas-du-Chardonnet, 1948
- Paul Biehler: Saint-Nicolas-du-Chardonnet. Son histoire, ses œuvres d’art, les édifices religieux voisins détruits : foi et beauté, mit Fotos von Jean-Pierre Yvon, 1979
- Jean Bayet: Les édifices religieux, S. 79–87 online

### Zur Kirchenbesetzung
- Communauté Saint-Séverin Saint-Nicolas: Le Défi intégriste, Saint-Nicolas occupé, 1977, Rezension online
- Thibaud Chalmin: Une affaire d’Église : les débuts de l’occupation de Saint-Nicolas-du-Chardonnet (27 février–4 juillet 1977), Mémoire de Maîtrise unter Leitung von Jean-Marie Mayeur, Université Paris Sorbonne-Paris IV, 1994, 349 Seiten.
- Thibaud Chalmin: Saint-Nicolas-du-Chardonnet, un aspect du catholicisme parisien dans l’après-concile. Mémoire de D.E.A. unter Leitung von Jean-Marie Mayeur, Université Paris Sorbonne-Paris IV, 1995.
- Saint-Nicolas-du-Chardonnet, in: Erwan Lecoeur (Hg.), Dictionnaire de l’extrême droite, 2007, S. 259, (ISBN 978-2-03-582622-0)